# Nashville (Illinois)
Pour les articles homonymes, voir Nashville (homonymie).
Nashville est une ville de l'Illinois, siège du comté de Washington aux États-Unis.